# Super Ratones (álbum)
Super Ratones es el noveno álbum de la banda argentina Super Ratones. Fue publicado a fines de 2008 por el sello independiente Nacho Records para PopArt Discos, con distribución de Sony/BMG.
Este disco es el primero de Super Ratones tras el alejamiento de uno de sus fundadores, el bajista y vocalista Fernando Blanco.

## Historia
"Super Ratones" fue registrado entre junio de 2006 y marzo de 2008 en los Circo Beat, Trole Estudios y Robledo Sound Machine, con Sebastián Perkal y Sebastián Keller como ingenieros de grabación. Fue masterizado por Diego Guerrero en Puro Mastering.  
El disco contó con músicos invitados como el estadounidense Ken Stringfellow, próceres del rock argentino como Miguel Cantilo y Roque Narvaja, Alberto Fernández (quien en ese momento era Jefe de Gabinete de Ministros de La Nación), Sarcófago (Ratones Paranoicos), Tavo Kupinski (Los Piojos), Jorge Maronna (Les Luthiers) y habituales colaboradores como Juanchi Baleirón (Los Pericos), miembros de La Mosca y hasta Fernando Blanco, que había dejado la banda poco tiempo antes.
En los tres años que pasaron desde el lanzamiento de "Urgente", la banda estuvo de gira incansablemente, compartiendo cartel con Oasis, Neil Young, Love, Little Richard, John Spencer Blues Explosion, Los Lobos, Presidents of the USA, Stone Temple Pilots, B 52’s, The Disciplines y Ken Stringfellow, entre muchos otros, en diferentes escenarios de España, Portugal, Alemania, Bélgica, Argentina, Uruguay y Paraguay.             
En 2007, el bajista Fernando Blanco deja el grupo y su lugar es ocupado por Fernando Astone. Mientras tanto, los Super Ratones grabaron un cover de “Going, going, gone” de The Posies para el álbum “Beautiful Escape: The Songs of The Posies Revisited” (Burning Sky Records, USA); hicieron coros en "Smoking Kills" (el disco de The Disciplines, la banda noruega que acompañaba a Ken Stringfellow) y, por supuesto, pasaron tiempo en el estudio grabando su noveno álbum homónimo.

"Hacia fines de 2006 nuestra relación con Fernando se había deteriorado notoriamente; las diferencias eran tanto artísticas como personales. Casi no teníamos dialogo. Nos terminó de caer la ficha cuando sucedió. La dinámica de la banda cambió para mejor, nos dimos cuenta de cuánto nos queríamos y lo mucho que disfrutábamos del privilegio de pasar y haber pasado por tantas cosas juntos".
Mario Barassi

El álbum fue producido por Person y Mario Barassi. Con su profunda madurez melódica, impetuoso sonido de guitarra y magníficas armonías, el disco fue un éxito de críticas. El diario Clarín le dio al álbum cuatro estrellas (sobre cinco). 
En agosto de 2009 se estrenó el videoclip de “Todo el mundo te hace algo”. Rodado en una locación de la ciudad de Buenos Aires bajo la dirección de Augusto González Polo, habitual colaborador de la banda, el clip incluye tomas del show que el grupo brindó junto a Ken Stringfellow en La Trastienda unos meses antes y un “cameo” del futbolista Pablo Lugüercio, en ese momento delantero de Racing (Person era un auténtico hincha de la Academia y la banda ha tocado en varias celebraciones del club de Avellaneda).

## Lista de canciones
| N.º | Título                     | Autores y compositores | Duración |
| --- | -------------------------- | ---------------------- | -------- |
| 1.  | Chapeau                    | Properzi               | 3.03     |
| 2.. | Voy A Inventar Recuerdos   | Barassi                | 3.12     |
| 3.  | Esperando Al Sol           | Properzi               | 3.21     |
| 4.  | Todo El Mundo Te Hace Algo | Barassi                | 3.38     |
| 5.  | Lo Demás Es Lo de Menos    | Properzi               | 3.15     |
| 6.  | Se Apagó la Luz            | Properzi               | 3.16     |
| 7.  | El Último Verano           | Barassi / Properzi     | 4.24     |
| 8.  | Libres                     | Barassi                | 4.16     |
| 9.  | ¿Qué Hay En Tus Ojos?      | Properzi               | 5.26     |
| 10. | Tu Box                     | Properzi               | 3.24     |
| 11. | Somos Tan Distintos        | Barassi                | 4.25     |
| 12. | Ariel Saltó                | Barassi                | 2.44     |
| 13. | La Razón de Esta Canción   | Properzi               | 2.13     |
| 14. | Umbral                     | Barassi                | 2.58     |
| 15. | Oro En El Fondo Del Mar    | Properzi               | 2.57     |
| 16. | La Bossa Del Minuto        | Granieri               | 0.56     |

## Músicos
- Person - voz, batería, percusión, programaciones y coros.
- Mario Barassi - voz, guitarra acústica, guitarra eléctrica, percusión y coros.
- Oscar Granieri - guitarras eléctricas, slide, voz en "La bossa del minuto" y coros.
- Agustín Insausti - piano, teclados y coros.
- Fernando Ronnie Astone - bajo y guitarra acústica y eléctrica.

## Músicos invitados
- Ken Stringfellow - voz y letra del primer verso en inglés de "Todo el mundo te hace algo" y coros en "Voy a inventar recuerdos".
- Sarcófago - guitarra en "Se apagó la luz".
- Jorge Maronna - guitarra española en "La bossa del minuto".
- Miguel Cantilo - voz en "¿Qué hay en tus ojos?".
- Roque Narvaja - voz en "¿Qué hay en tus ojos?".
- Tavo Kupinsky - guitarra en "Chapeau" y "Oro en el fondo del mar".
- Juanchi Baleirón - guitarra en "Esperando al sol", "Voy a inventar recuerdos", "La razón de esta canción", "Ariel saltó" y bajo en "Esperando al sol".
- Alberto Fernández - guitarra acústica en "El último verano".
- Gustavo Lato - guitarra en "Tu box" y percusión en todo el disco.
- Marcelo Lutri - trombón en "Esperando al sol", "Oro en el fondo del mar" y "Chapeau".
- Julio Clark - saxo en "Esperando al sol", "Oro en el fondo del mar" y "Chapeau".
- Raúl Mendoza - trompeta en "Esperando al sol", "Ariel saltó", "Oro en el fondo del mar" y "Chapeau".
- Fernando Blanco - bajo y coros en "Chapeau", "Voy a inventar recuerdos", "Ariel saltó", "Todo el mundo te hace algo", "Somos tan distintos" y "Tu box", bajo en "La razón de esta canción" y "Oro en el fondo del mar", coros en "Esperando al sol".
- Hernán Struntz - canto yodel en "La razón de esta canción".[3]